# Glemsford
Glemsford – wieś w Anglii, w hrabstwie Suffolk, w dystrykcie Babergh. Leży 34 km na zachód od miasta Ipswich i 87 km na północny wschód od Londynu. Miejscowość liczy 3360 mieszkańców.